# Ciacco

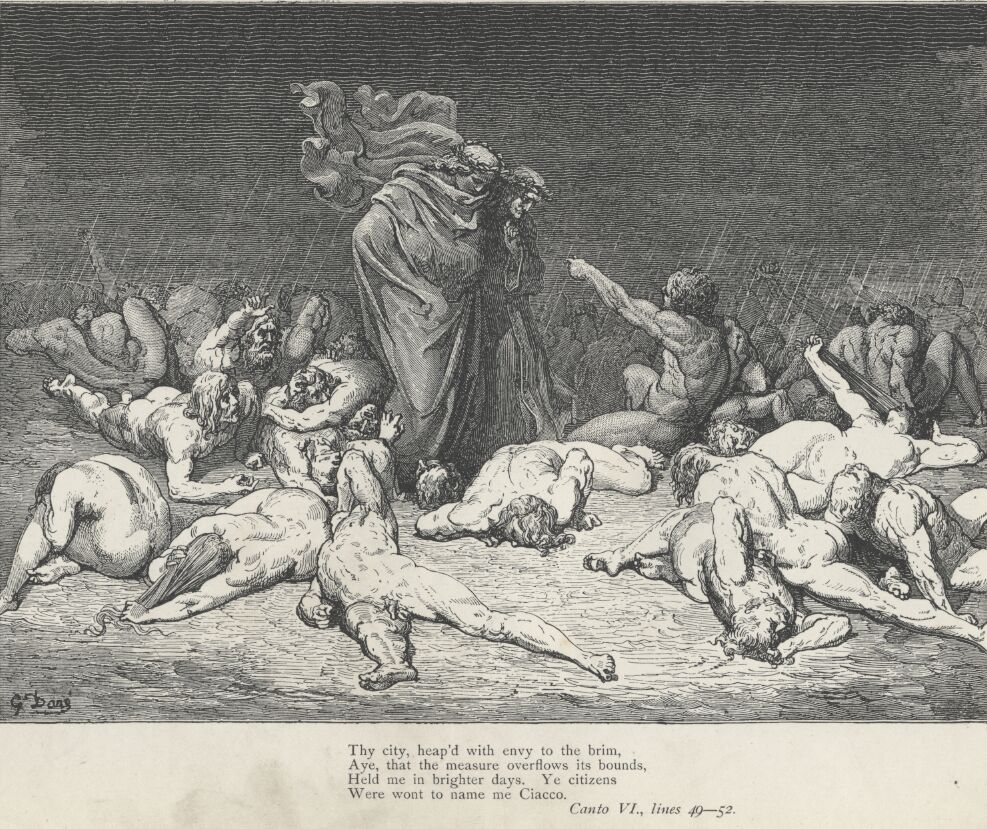
Dante encuentra a Ciacco. Ilustración de Gustave Doré.

Ciacco es un personaje de ficción, citado por Dante Alighieri en el Infierno entre los golosos (VI, vv. 34-75), así como por Giovanni Boccaccio en una novela del Decamerón. El personaje histórico que representa no ha sido identificado. 
Vosotros ciudadanos me llamasteis Ciacco: así este personaje se presenta a los dos poetas en el VI Canto. Ciacco es un sustantivo al cual se atribuia normalmente el significado de "puerco"; pero Ciacco también se podría entender simplemente como diminutivo de Jacobo o Giacomo. No sabemos cual de los dos significados quiso dar a entender Dante, pero probablemente dio ambas interpretaciones como válidas.

## Ciacco en el Infierno de Dante
Se presenta de la siguiente manera a los caminantes: 

Los ciudadanos me llamaban Ciacco:

por la dañosa culpa de la gula,

Aquí me ves, bajo la lluvia, flaco.
Infierno VI, 52-54

Esto, deja espacio para numerosas interpretaciones, como por ejemplo, la de Francesco da Buti, uno de los más antiguos comentadores de la Comedia, quien sugiere una naturaleza desprecitativa de este nombre:"Ciacco dicen que es nombre de puerco, llamado así por su gula". En realidad el uso de la palabra Ciacco como sinónimo de puerco no está documentada antes del texto dantesco. Con base en lo escrito por el poeta sólo sabemos que fueron contemporáneos, por lo que se puede presumir que es un personaje de la generación precedente a la del poeta. Generalmente no aceptada, porque no hay documentación, se identifica a Ciacco con el poeta Ciacco dell'Anguillara.
El personaje tiene rasgos grotescos, por su aparición imprevista, sus bruscos silencios ("Más no te digo y más no te respondo") y por su manera de mirar a Dante torciendo los ojos al final del episodio: quizás por el esfuerzo de quedarse sentado mientras el destino lo empuja hacia abajo, quizás porque vuelve a la bestialidad de su giro después de haber conocido unos pocos minutos de lucidez que le fueron concedidos para hablar con Dante.

### La profecía
Ciacco lanza la primera profecía sobre las vicisitudes políticas de Florencia en los vv. 58-75 (la segunda será de Brunetto Latini Inf. XV, 68). Él responde inicialmente en un modo muy seco a las tres preguntas de Dante:

pero dime, si lo sabes, ¿En qué han de parar

los ciudadanos de la ciudad dividida (Florencia)?

Si hay alguno allí que sea justo; y dime la razón

que de tan gran discordia esté invadida.
VI, 59-63

Ciacco responde en orden:

Y él a mí: Después de largos debates

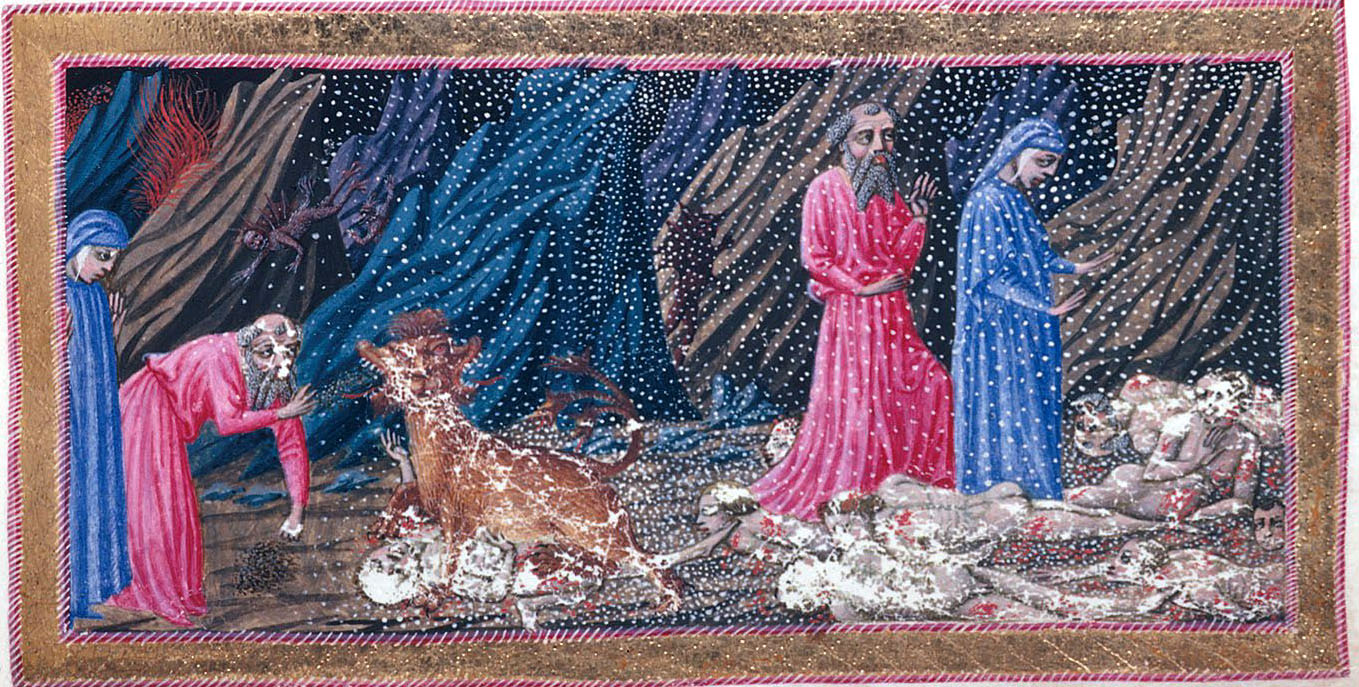
El tercer círculo, ilustración del manuscrito de la British Library, Priamo della Quercia.

vendrán a verter sangre, y la parte de la selva

expulsará a la otra con gran ofensa.

Luego conviene a seguir que esta caiga

a los tres soles, y que la otra suba

con la fuerza del que por ahora calla.

Alta tendrá largo tiempo la frente

teniendo a la otra bajo imperio grave,

por lo que esta llora y por lo que se afrenta.

Justos hay dos, mas no los escucha nadie:

Soberbia, envidia y avaricia son

tres centellas que guardan los corazones ardiendo.
VI, 64-75

1. "Vendrán a verter sangre": él se refiere a las luchas entre güelfos blancos y negros en Florencia. El 1 de mayo de 1300, poco después de la fecha imaginada del viaje de Dante (Pascua del 1300), hubo de hecho una riña entre los Cerchi y los Donati donde a Ricoverino de los Cerchi se le cortó la nariz de neto. "Y la parte de la selva (los Cerchi provenían de allí) expulsara a la otra con gran ofensa": después del descubrimiento de la llamada conjura de Santa Trinitá de los Negros ellos fueron echados de la ciudad. "Luego conviene a seguir que esta (la parte salvaje) caiga a los tres soles (3 años), y que la otra suba con la fuerza del que por ahora calla": en el 1302 los Negros tuvieron la revancha gracias a la intervención de Carlos de Valois, mandado por Bonifacio VIII, el papa (que por ahora calla) que en el 1300 todavía no se decidía a qué lago apoyar (es la primera mención en la Divina Comedia al papa enemigo de Dante). Esta facción conservará la hegemonía y echará a la otra, más allá que esta llore.
2. "Hay dos personas justas y nadie las escucha": no está claro si se refiere a dos verdaderas persona o si solo es un modo de decir que son poquísimas. Se notó un eco de una pasaje del Tresor y del episodio del Génesis, donde Abraham buscando salvar a una ciudad corrompida por la destrucción hace un pacto con Dios, buscando al menos cincuenta hombres "justos". Al final, a pesar de bajar a diez, él no logra encontrar a ninguno salvo a Lot y a sus hijas.
3. "La soberbia, la envidia y la avaricia son las tres causas de la discordia en Florencia": acusación que Dante hará repetir también a Brunetto Latini.

Después de estas palabras Ciacco se calla y es Dante quien debe hacerle otro pedido: "¿Cual es la suerte de un grupo de Florentinos ilustres de la generación pasada, que a bien hacer se ingeniaron?" (Inf. VI, 81) Ellos son Farinata degli Uberti, Arrigo, no nombrado otra vez en la Comedia, Mosca dei Lamberti, Tegghiaio Aldobrandi, Jacopo Rusticucci. Ciaccio dice que ellos están entre las almas más negras y se encuentran en los círculos inferiores del Infierno. Aquí se sucede otra etapa del proceso de conversión del poeta: después de haber visto que también los efectos de la poesía amorosa, a la cual había adherido en su juventud, pueden llevar a la condenación, como se ve en el episodio de Paolo y Francesca, ahora el poeta descubre que también el valor político en la vida no garantiza la salvación divina.
El hecho de que Ciacco no le hable a Dante sobre el su exilio ha conducido a algunos especialistas (en particular a Boccaccio) que estas primeras cánticas se escribieron hacia 1301, y por ende antes de que el poeta supiese de su condensa. En realidad estas intuiciones se basan sobre datos muy débiles (el mismo Ciacco cita eventos del 1302 y dice como la hegemonía de los Negros será larga), y hoy se es propenso a pensar que el poeta quería simplemente desarrollar gradualmente el tema político y el de las profecías, dejando para más tarde la profecía de su exilio, pronunciado por Farinata degli Uberti en el canto X.

## Ciacco en Boccaccio
Boccaccio también citó a Ciaccio en las Exposiciones, hablando de su carácter:
Fue este hombre no del todo de corte; pero, por lo que tenía para gastar se había, como él mismo lo dice, dado del todo al vicia de la gula, era mordedor y sus usanzas eran siempre con hombres gentiles y ricos, y sobre todo con aquellos que espléndidamente y delicadamente comían y tomaban, de los cuales si lo invitaban a comer, andaba, y similarmente, si no estaba invitada, él mismo se invitaba, y era por este vicio conocidísimo hombre a todos los florentinos. Sin que, fuera de estos, él era hombre amanerado, según su condición, y elocuente y afable y de buen sentimiento; por lo cual era hombre de voluntad de cualquier hombre recibido.

(Exposiciones, VI 25)
Giovanni Boccaccio lo hace protagonista de la octava novela del noveno día del Decamerón, describiéndolo como "hombre codicioso cuanto nunca nadie lo había sido...por otro lado amanerado y todo lleno de bellos y agradables dichos" confirmando esta opinión en sus Exposiciones sobre la Comedia pero sin dar nunca el nombre verdadero de este personaje. Es difícil decir si Boccaccio se basaba en fuentes confiables, pero este nombre no se encontró nunca antes de Dante en la literatura.